# Porto Cesareo
Porto Cesareo là một đô thị và thị xã của Ý. Đô thị này thuộc tỉnh Lecce trong vùng Apulia. Porto Cesareo có diện tích 34 km2, dân số theo ước tính năm 2008 của Viện thống kê quốc gia Ý là 5502 người. 
Các đơn vị dân cư:
Đô thị Porto Cesareo giáp với các đô thị: Avetrana (TA), Manduria (TA), Nardò.